# Pedro Castillo
José Pedro Castillo Terrones (ur. 19 października 1969 w Puña, Region Cajamarca) – peruwiański nauczyciel, działacz związkowy i polityk, od 28 lipca 2021 do 7 grudnia 2022 prezydent Peru. 

## Życiorys
Jest trzecim z dziewięciorga dzieci niepiśmiennych rolników z regionu Cajamarca w północnych Andach. Uzyskał tytuł licencjata z pedagogiki oraz magistra psychologii wychowawczej na Uniwersytecie im.Césara Vallejo. Od 1995 pracował jako nauczyciel, a następnie dyrektor szkoły podstawowej w rodzinnym mieście Puña.
Zyskał popularność w 2017, zostając liderem ogólnokrajowego strajku nauczycieli w Peru. Protest miał na celu podniesienie wynagrodzeń w oświacie, spłatę długów samorządowych, zmiana ustawy o zawodzie nauczyciela i zwiększenie budżetu na edukację.
W październiku 2020 Castillo ogłosił swoją kandydaturę w wyborach prezydenckich, startując jako kandydat z poparciem lewicowego ugrupowania Wolne Peru. W drugiej turze wyborów prezydenckich w 2021 pokonał Keiko Fujimori, uzyskując 50,125% głosów. Oficjalna inauguracja odbyła się 28 lipca 2021.
7 grudnia 2022 roku, na godziny przed tym, jak Kongres Peru miał głosować nad trzecim wnioskiem o impeachment przeciwko niemu, Castillo ogłosił natychmiastową narodową godzinę policyjną, rozwiązanie Kongresu i powołanie „rządu wyjątkowego stanu wyjątkowego”.  Próba rozwiązania została potępiona jako pucz przez Rzecznika Praw Obywatelskich Peru, a Castillo został usunięty z urzędu.
Wkrótce po jego ogłoszeniu większość gabinetu Castillo podała się do dymisji.
Castillo został poddany procedurze impeachmentu i usunięty ze stanowiska przez Kongres Peru jeszcze w dniu 7 grudnia. Impeachment przeszedł większością 101 za przy 6 głosach przeciw na 130 głosów. Były prezydent planował uciec z kraju, ale został zatrzymany i aresztowany przez policję krajową. Usunięcie Castillo z urzędu wywołało falę gwałtownych protestów i zamieszek, w których zginęło około 70 osób, ponad 1500 zostało rannych, a około 600 zatrzymano.
13 stycznia 2024 po ponad rocznym pobycie Castillo w areszcie tymczasowym, postawiono mu zarzuty. Prokuratura domaga się łącznie 34 lat więzienia za próbę puczu, nadużycie władzy i naruszenia porządku publicznego. 